# Baro Kulam Gajah
Baro Kulam Gajah is een bestuurslaag in het regentschap Aceh Utara van de provincie Atjeh, Indonesië. Baro Kulam Gajah telt 374 inwoners (volkstelling 2010).